# Association des familles des victimes de l'explosion du port de Beyrouth
L'Association des familles des victimes de l'explosion du port de Beyrouth (ou Comité des familles des victimes de l'explosion de l'explosion du port de Beyrouth) est une association qui œuvre en soutien aux familles et proches des victimes de la double explosion du 4 août 2020 au port de Beyrouth, et milite pour que l'enquête soit menée à son terme et que la justice puisse établir les responsabilités, contre l'impunité. 

## Historique
L'association est fondée en octobre 2020, à la suite du dépôt de 679 plaintes, afin d'organiser des manifestations pour demander que la lumière soit faite sur le drame. L'association regroupe une centaine de familles de victimes des explosions. 
Le porte-parole de l'association est Ibrahim Hoteit, il a perdu son frère dans les explosions.
L'association milite aux côtés de deux autres collectifs de proches de victimes, contre l'impunité et pour que l'enquête et la justice puissent être menées à leur terme. Les autorités, qui refusent toute enquête internationale, sont en effet accusées de vouloir « torpiller l'enquête » et les collectifs de proches de victimes dénoncent l'impunité.

## Militantisme et intimidations
En juillet 2021, l'association demande la levée de l'immunité des responsables politiques soupçonnés de négligence.
Les familles des victimes soutiennent le magistrat principal, Tarek Bitar, face aux pressions et intimidations du Hezbollah et du mouvement Amal, dont plusieurs membres, députés ou anciens-ministres sont poursuivis par le juge.
En août 2021, les familles, réunies pour manifester, sont violemment attaquées.
En septembre 2021, l'association affirme de nouveau subir de fortes pressions et des menaces.
Le 15 octobre, au lendemain de violents affrontements entre membres armés du Hezbollah et de Amal, manifestant contre le juge Tarek Bitar, et les forces armées libanaises, Ibrahim Hoteit, porte-parole de l'organisation, visiblement sous la menace, et qui reste injoignable, fait volte face et lit un communiqué demandant au juge de se récuser, dans une vidéo diffusée sur les réseaux sociaux. L'association craint qu'il ne subisse des menaces sérieuses et se désolidarise de ses propos, qu'ils jugent obtenus sous la contrainte.
Le lendemain, Ibrahim Hoteit quitte son rôle de porte-parole de l'association.